# Z8 GND 5296
z8 GND 5296 — галактика, обнаруженная в октябре 2013 года в созвездии Большой Медведицы.
Галактика обладает одним из наибольших зарегистрированных значений красного смещения (z = 7,51). По предварительным оценкам, свет от этой галактики достигает Земли приблизительно за 13,1 млрд. лет (проходя дистанцию 4 гигапарсека).
Однако с учётом расширения Вселенной в настоящее время эта галактика должна находиться на расстоянии 30 млрд световых лет от Земли.
Исходя из современных представлений о возрасте Вселенной, излучение из этой галактики, наблюдаемое нами сегодня, было испущено, когда Вселенной было около 700 млн лет.